# Хокаба (муниципалитет)
Хокаба́ или Окаба́ (исп. Hocabá) — муниципалитет в Мексике, штат Юкатан, с административным центром в одноимённом городе. Численность населения, по данным переписи 2010 года, составила 6061 человек.

## Общие сведения
Название Hocabá с юкатекского языка можно перевести как место сбора слив, где Hoc означает извлекать, и Aba — слива.
Площадь муниципалитета равна 95 км², что составляет 0,24 % от общей площади штата, а наивысшая точка — 11 метров над уровнем моря, расположена в поселении Сахкаба.
Он граничит с другими муниципалитетами Юкатана: на севере с Тахмеком и Хоктуном, на востоке с Шокчелем, на юге с Санахкатом и Хомуном, и на западе с Сее.

## Учреждение и состав
Муниципалитет был образован в 1921 году, а его границы менялись до 1937 года, в его состав входит 6 населённых пунктов, самые крупные из которых:
| Код INEGI                  | Населённый пункт                                                              | Численность населения (2005 год) | Численность населения (2010 год) |
| -------------------------- | ----------------------------------------------------------------------------- | -------------------------------- | -------------------------------- |
| 034                        | Всего                                                                         | 5824                             | 6061                             |
| 0001                       | Хокаба (исп. Hocabá) 20°48′56″ с. ш. 89°14′42″ з. д. (административный центр) | 3990                             | 4127                             |
| 0003                       | Сахкаба (исп. Sahcabá) 20°47′28″ с. ш. 89°10′53″ з. д.                        | 1829                             | 1922                             |
| —                          | Прочие                                                                        | 5                                | 12                               |
| Названия на карте Генштаба |                                                                               |                                  |                                  |

## Экономика
По статистическим данным 2000 года, работоспособное население занято по секторам экономики в следующих пропорциях:
- горная промышленность, нефтедобыча и строительство — 42,1 %;
- сельское хозяйство, охота и рыболовство — 28,4 %;
- торговля, сферы услуг и туризма — 28,2 %;
- безработные — 1,3 %.

## Инфраструктура
По статистическим данным 2010 года, инфраструктура развита следующим образом:
- протяжённость дорог: 40,9 км;
- электрификация: 97,2 %;
- водоснабжение: 99,3 %;
- водоотведение: 46,9 %.

## Фотографии

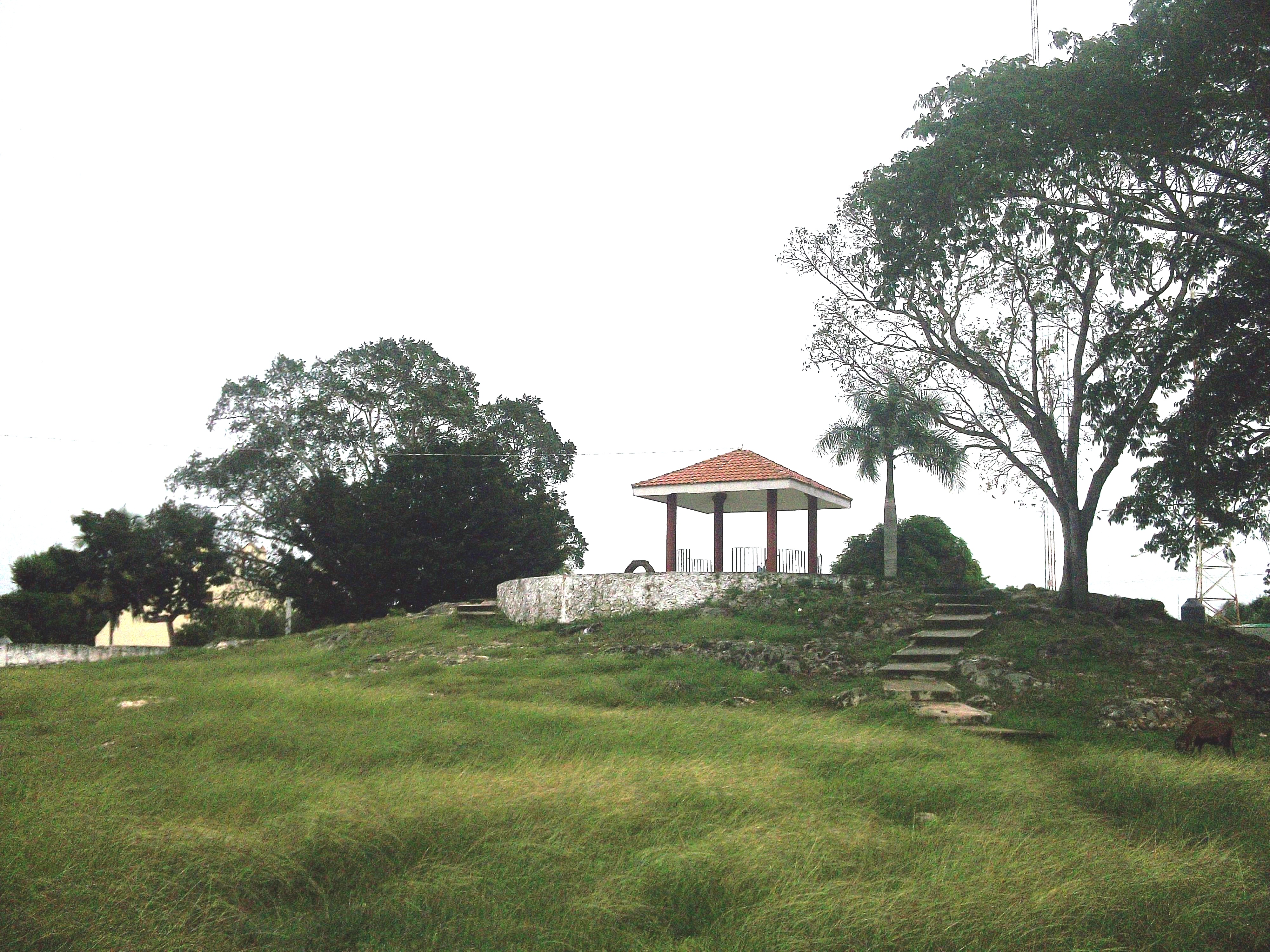
Центр посёлка Сахкаба
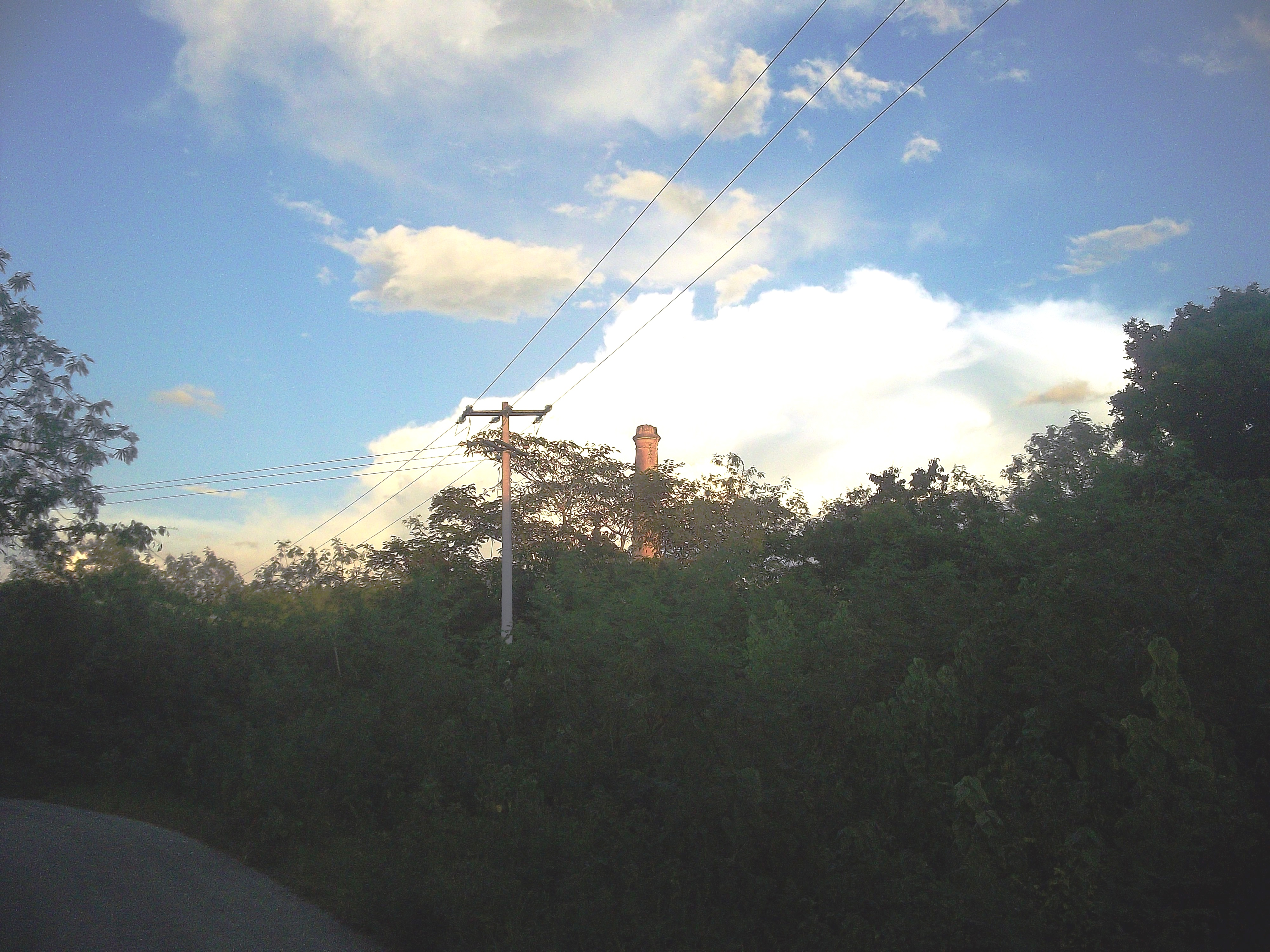
Заброшенная асьенда Буэнависта